# Палау (Олбија-Темпио)
Палау (итал. Palau) је насеље у Италији у округу Сасари, региону Сардинија.
Према процени из 2011. у насељу је живело 2885 становника. Насеље се налази на надморској висини од 11 м.

## Становништво
Према резултатима пописа становништва 2011. у општини је живело 3.772 становника.
| 1931. | 1936. | 1951. | 1961. | 1971. | 1981. | 1991. | 2001. | 2011. |
| ----- | ----- | ----- | ----- | ----- | ----- | ----- | ----- | ----- |
| 1.168 | 1.332 | 1.719 | 1.750 | 1.908 | 2.369 | 3.169 | 3.468 | 3.772 |